# Кути (община Соколац)
Кути (на сръбски: Кути) е село в Босна и Херцеговина, разположено в община Соколац, в ентитета на Република Сръбска. Намира се на 1098 метра надморска височина. Населението му според преброяването през 2013 г. е 50 души, от тях: 49 (98,00 %) бошняци, 1 (2,00 %) мюсюлманин.

## Население
Численост на населението според преброяванията през годините:
- 1961 – 375 души
- 1971 – 324 души
- 1981 – 274 души
- 1991 – 253 души
- 2013 – 50 души